# Jörg Auer
Jörg Auer (* 21. November 1943 in Wismar; † 25. Februar 2024) war ein deutscher Konteradmiral der Deutschen Marine.

## Leben
Jörg Auer war Mitglied der Crew IV/1964 der Bundesmarine.
Von Oktober 1973 bis Juni 1975 war er als Kapitänleutnant Kommandant des Küsten-Minensuchbootes Paderborn (Lindau-Klasse) und absolvierte anschließend den B-Lehrgang „Marineführungsdienste“. Von 1977 bis 1979 nahm er am 19. Admiralstabslehrgang an der Führungsakademie der Bundeswehr in Hamburg teil. Von 1981 bis 1986 war er als Referent im Bundesministerium der Verteidigung (BMVg) in Bonn tätig, zunächst zuständig für Streitkräftebedarfsplanung der Marine, dann Marineadjutant beim Generalinspekteur. Ab April 1986 war er als Fregattenkapitän bis September 1987 Kommandeur des 6. Minensuchgeschwaders. Von 1990 bis 1992 war er Referatsleiter Militärpolitik NATO im Fü S III. Anschließend war er von Oktober 1992 bis September 1993 Kommandeur der Flottille der Minenstreitkräfte. Von 1993 bis 1997 war er Leiter unterschiedlicher Stabsabteilungen im BMVg. Ab 1. Oktober 1997 war er Assistent Chief of Staff (ACOS) Resources in SHAPE. Von Oktober 1999 bis 30. September 2000 war er Chef des Stabes des Führungsstabes der Streitkräfte. Anschließend war er bis Oktober 2004 stellvertretender Inspekteur der Marine und Chef des Stabes des Führungsstabes der Marine.
Am 30. Juni 1997 erhielt er das Verdienstkreuz am Bande.

## Werke (Auswahl)
- Der militärische Bereich. In: Wehrtechnik. Band 29, 1997, S. 18 ff.